# Samuel Clarke
Samuel Clarke (ur. 11 października 1675, zm. 17 maja 1729) – angielski duchowny i uczony: teolog anglikański, filozof i matematyk; zajmował bardzo ważne miejsce w europejskim życiu kulturalnym swoich czasów.

## Życiorys
W latach 1691-95 studiował w Gonville and Caius College na Uniwersytecie Cambridge, następnie był wykładowcą tego kolegium .
Stronnik Newtona, występował często jako jego najbłyskotliwszy, ale i najbardziej zrównoważony rzecznik w złożonych kwestiach filozoficznych i teologicznych dyskutowanych po publikacji Philosophiae Naturalis Principia Mathematica. Anglikański pastor, kapelan królowej Anny, nie mógł jednak objąć wyższych stanowisk kościelnych, ponieważ ciążył na nim zarzut herezji, jako że negował istnienie Trójcy Świętej na korzyść absolutnego monoteizmu. Także w tym bliski był pozycjom teologicznym wyznawanych przez Newtona. Jego dzieło The Scripture Doctrine of the Trinity (1712) wzbudziło wielkie poruszenie. Nie manifestując otwartego ateizmu, ograniczył się w nim do zademonstrowania, że Pismo Święte nie dostarcza wystarczających elementów na rzecz dogmatu Trójcy Świętej.
Sława Clarke’a wiąże się przede wszystkim z upowszechnianiem i obroną teorii fizycznych Newtona; w 1706 r. przełożył na łacinę jego Optics. Zasłużoną sławą cieszyła się i cieszy do tej pory jego korespondencja z Leibnizem prowadzona w latach 1715-16 i opublikowana w Londynie w 1717 r.; próbował w niej odpowiadać na zarzuty, jakie na płaszczyźnie naukowej, filozoficznej i teologicznej stawiał Leibniz nauce Newtona – w szczególności koncepcjom absolutnej przestrzeni i absolutnego czasu, którym niemiecki filozof przeciwstawiał tezę o ich względności. Biorąc pod uwagę charakter kontrowersji, był to dialog pomiędzy głuchymi i do końca sporu obydwie strony nie zmieniły swoich pozycji. Niemniej publikacja korespondencji odegrała ogromną rolę w wyjaśnianiu wykształconej publiczności tamtych czasów fundamentalnych kwestii filozoficznych leżących u podłoża pewnych podstawowych pojęć rodzącej się nowoczesnej fizyki, takich choćby jak pojęcie czasu i przestrzeni.
Teorie Newtona dostarczyły Clarke'owi decydujących argumentów do sformułowania na nowo zgodnych z aktualnymi ustaleniami nauki dowodów na istnienie Boga oraz jego atrybuty, a na polu moralności absolutnie pewnego kryterium, które służyć miało ustalaniu zasad etycznych – tematowi temu poświęcił wykłady cyklu Boyle Lectures w latach 1704-05.
Zgodnie z ówcześnie panującymi nurtami, w wizji Clarke’a dużą rolę odgrywała koncepcja Boga luk.